# Paraidemona latifurcula
Paraidemona latifurcula är en insektsart som beskrevs av Morgan Hebard 1918. Paraidemona latifurcula ingår i släktet Paraidemona och familjen gräshoppor. Inga underarter finns listade i Catalogue of Life.